# Rose Ausländerová
Rose Ausländerová, rodným jménem Rosalie Beatrice Scherzerová (11. května 1901, Černovice – 3. ledna 1988, Düsseldorf) byla německy a anglicky píšící básnířka, řadící se k expresionismu, Nové věcnosti či k modernismu.

## Život

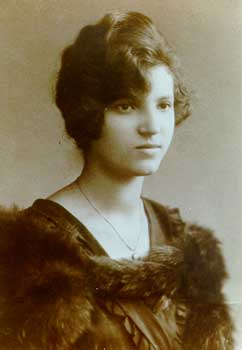
Rose Ausländerová v roce 1918

Obvykle se nezařazuje státně, národnostně ani jazykově, neboť její osud byl velmi spletitý: Narodila se v Rakousko-Uhersku, na území dnešní Ukrajiny, v židovské německy mluvící rodině. V roce 1916 její rodina utekla před ruskou armádou do Vídně. Ještě před koncem války se vrátila na východ, do rodné Bukoviny, ovšem ta se v roce 1918 stala součástí Rumunska. Černovice se pak nazývaly Cernauti.
Tam začala v roce 1919 studovat literaturu a filozofii na tamní univerzitě. Ovšem v roce 1920, po smrti otce, univerzitu opustila a o rok později odešla do Spojených států, kde roku 1926 získala občanství, které ovšem ztratila v roce 1934, poté co roku 1927 přesídlila znovu do Rumunska, aby nejprve pečovala o nemocnou matku a později žila se svým partnerem.
V roce 1939 připravila v Rumunsku k vydání svou první sbírku básní nazvanou Der Regenbogen ("Duha"). Většinu nákladu zničili Němci, když v roce 1941 Cernati okupovali. V letech 1941–1943 byla tzv. totálně nasazena v cernautském ghettu a další rok, až do osvobození města Rudou armádou v roce 1944, se skrývala, aby unikla deportaci do koncentračního tábora. V Cernauti žila krátce i po válce, to už ovšem tato část Rumunska byla součástí Sovětského svazu.
Pak se vrátila do USA, kde v roce 1948 znovu získala občanství. V letech 1948–1956 psala básně v jazyce nové země, v angličtině. Hodně z nich dedikovala své nejbližší americké přítelkyni, básnířce Marianne Moorové. Po setkání se svým dalším přítelem, spisovatelem Paulem Celanem v Paříži roku 1957, s nímž diskutovali o holocaustu a svém osudu, se náhle vrátila k rodné řeči, k němčině. Od té doby psala básně zase jen v ní. V roce 1963 vydala ve Vídni svou druhou knihu básní, Blinder Sommer ("Slepé léto"). V roce 1966 se rozhodla vrátit do Evropy. Po neúspěšném pokusu usadit se ve Vídni dožila v Západním Německu (1966–1988), kde jí přiznali jako oběti nacismu důchod. Uvažovala i o odchodu do Izraele, ale nelíbil se jí tamní přílišný vliv náboženství. Zůstala tak v Německu, kde nakonec napsala a vydala většinu svých básní. Ty poslední diktovala z lůžka. Když se jí ke konci života ptávali, kde se – vzhledem k zákrutám svého života – cítí doma, odpovídala, že "jejím domovem je slovo".

## Galerie

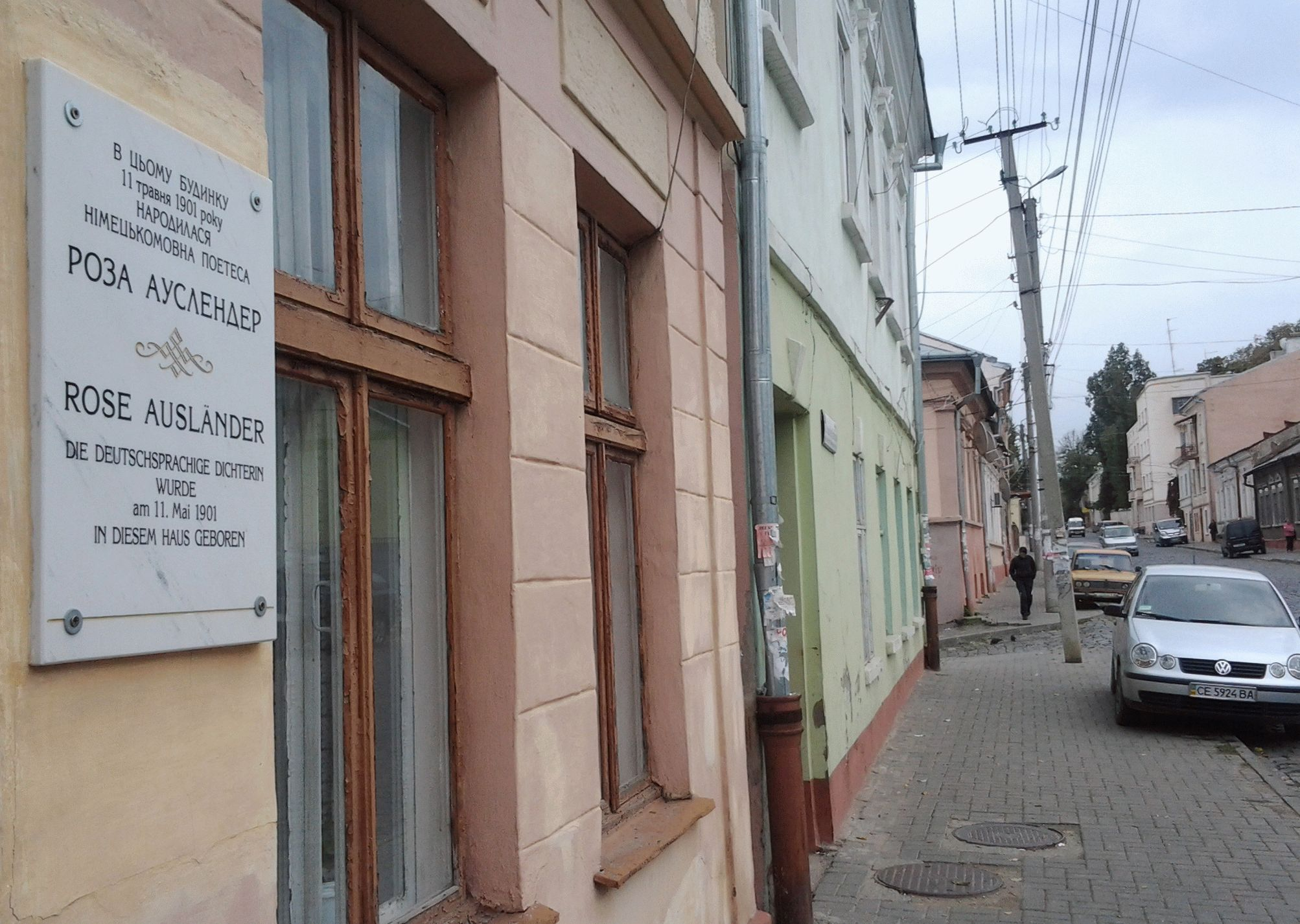
Rodný dům Rose Ausländerové s pamětní deskou na fasádě
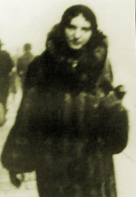
Rose Ausländerová v roce 1939
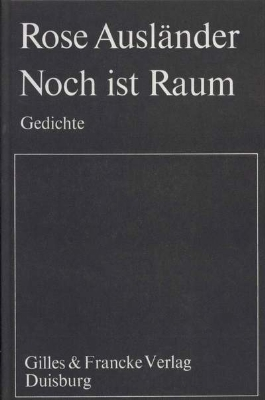
Ausländerová, Rose. Noch ist Raum (básně z 1976)
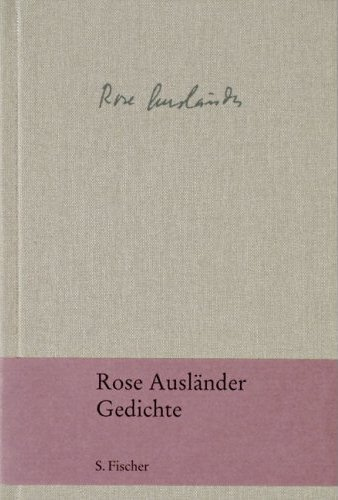
Ausländerová, Rose. Gedichte (básně z 2001)